# Movimento Revolucionário 13 de Novembro

Bandeira do Movimento Revolucionário 13 de Novembro

Movimento Revolucionário 13 de Novembro (em castelhano:  Movimiento Revolucionario 13 Noviembre) foi um movimento guerrilheiro esquerdista na Guatemala fundado em 1960 por um grupo de oficiais dissidentes. Surgiu em parte dos protestos populares contra o governo do presidente Miguel Ydígoras Fuentes após sua eleição em 1958. Foi dirigido por Luis Augusto Turcios Lima, Marco Antonio Yon Sosa e Luis Trejo Esquivel. Alejandro de León, co-fundador do grupo, foi capturado e baleado pela polícia judiciária em 1961. Em 1963, o MR-13 ingressou nas Forças Armadas Rebeldes (FAR).
O MR-13 nominalmente continuou a existir até 1973, depois de ter sido severamente prejudicado na contrainsurgência de 1966-1967 pelo governo guatemalteco.

## Origens
Em 13 de novembro de 1960, um grupo de 120 jovens militares, acompanhados por cerca de 3.000 soldados alistados, tomaram a base militar de Zacapa e a maior parte da Zona Militar Leste do país e exigiram a renúncia do presidente Ydígoras. O descontentamento dos rebeldes era estimulado pela corrupção do regime de Ydígoras, pela demonstração de favoritismo do governo nas promoções militares e no fornecimento de outras recompensas aos oficiais que apoiavam Ydígoras, e pelo que percebiam como incompetência na gestão do país. O desencadeador imediato para a revolta de 13 de novembro, no entanto, foi a decisão de Ydígoras de permitir que os Estados Unidos treinassem uma força invasora na Guatemala para se preparar para a planejada invasão da Baía dos Porcos em Cuba. Ydígoras não consultou as forças armadas guatemaltecas sobre essa decisão e não compartilhou com os militares o pagamento que recebeu em compensação do governo dos Estados Unidos. Os militares apenas observaram aviões de guerra estadunidenses sem identificação, pilotados por exilados cubanos baseados nos Estados Unidos, sobrevoarem em grande número seu país. Os oficiais rebeldes estavam preocupados com a perda de soberania do país, pois os Estados Unidos estabeleceram uma pista aérea secreta e um campo de treinamento em Retalhuleu para se preparar para a invasão de Cuba. A rebelião não era ideológica em sua origem.

## Derrota e exílio
A Agência Central de Inteligência dos Estados Unidos (CIA) fez voar bombardeiros B-26 disfarçados de jatos militares guatemaltecos para bombardear as bases rebeldes porque a rebelião ameaçava seus planos de invasão de Cuba, bem como o regime guatemalteco que apoiava. Os rebeldes fugiram para a vizinha Honduras e formaram o núcleo do que ficou conhecido como MR-13.

## Retorno e guerra civil
No início de 1962 eles retornaram e em 6 de fevereiro de 1962 em Bananera atacaram os escritórios da United Fruit Company (atualmente Chiquita Brands), uma corporação estadunidense que controlava vastos territórios na Guatemala e em outros países da América Central. O ataque desencadeou greves solidárias e walkouts de estudantes universitários em todo o país, aos quais o regime de Ydígoras respondeu com uma repressão violenta. Essa repressão violenta desencadeou a Guerra Civil da Guatemala.
Posteriormente, o MR-13 iniciou contato com o proscrito Partido Guatemalteco do Trabalho (PGT; composto e liderado por intelectuais e estudantes de classe média) e uma organização estudantil chamada Movimiento 12 de Abril (Movimento 12 de Abril) e junto com esses grupos se fundiram em uma organização guerrilheira de coalizão denominada Forças Armadas Rebeldes (FAR) em dezembro de 1962. Também afiliada às FAR estava a FGEI (Frente Guerrilheira Edgar Ibarra) liderada por Luis Augusto Turcios Lima. O MR-13, o PGT e a FGEI operaram cada um em diferentes partes do país como três "frentes" separadas; o MR-13 se estabeleceu nos departamentos majoritariamente ladinos de Izabal e Zacapa, a FGEI se estabeleceu na Sierra de las Minas e o PGT atuou como uma frente de guerrilha urbana. Cada uma dessas três "frentes" (compreendendo não mais de 500 combatentes) foi liderada por ex-membros da revolta do exército de 1960, que haviam sido treinados anteriormente em guerra de contrainsurgência pelos Estados Unidos.